# Energía hidroeléctrica en Estados Unidos

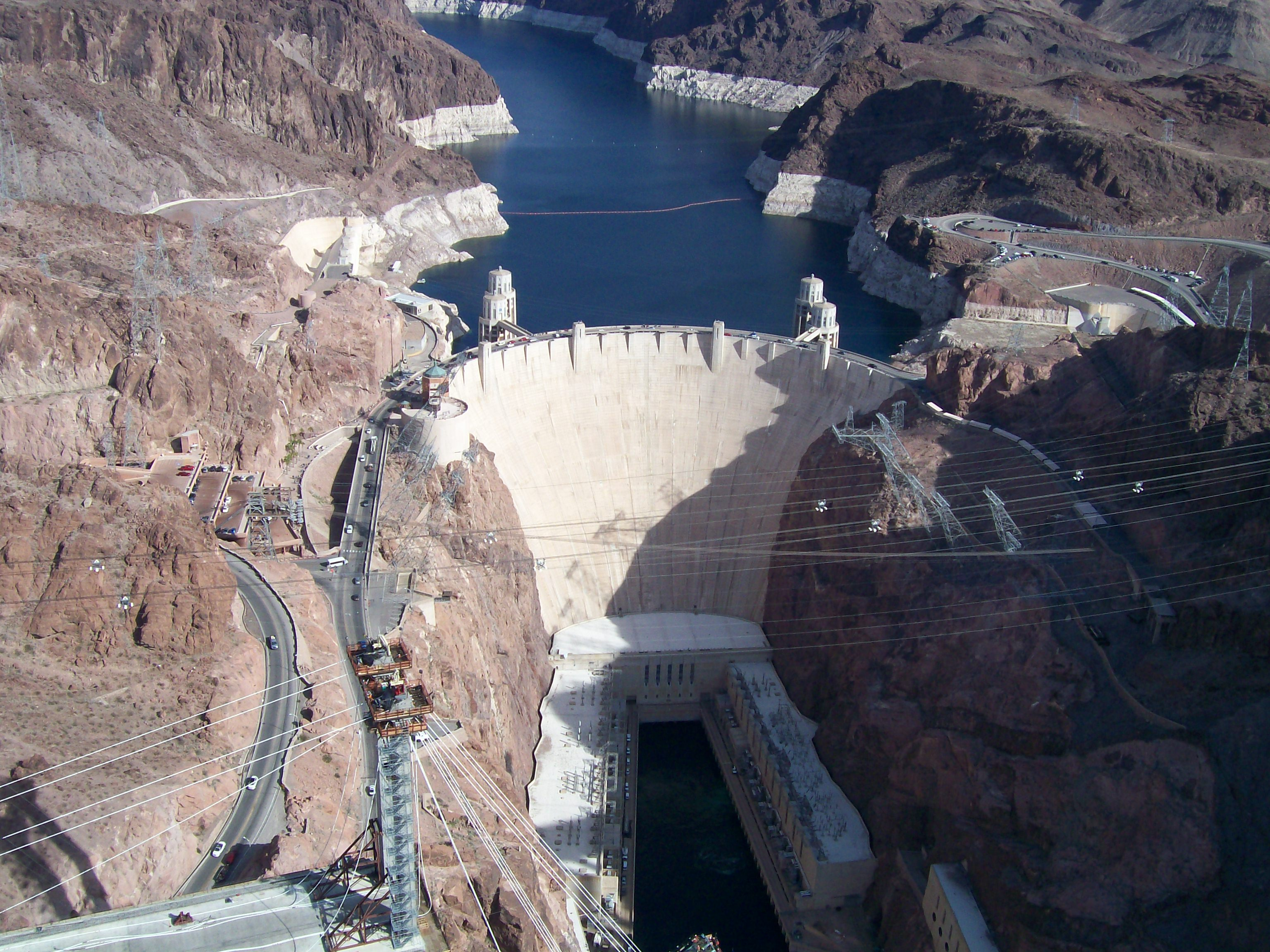
Cuando se completó en 1936, la presa Hoover era la estación de generación de energía eléctrica más grande del mundo y la estructura de concreto más grande del mundo.

Las centrales hidroeléctricas en los Estados Unidos son actualmente la fuente de energía renovable más grande, pero la segunda en capacidad nominal (detrás de la energía eólica en los Estados Unidos). La energía hidroeléctrica produjo el 35% del total de electricidad renovable en los EE. UU. En 2015 y el 6.1% del total de la electricidad en los EE. UU.
Según la AIE, Estados Unidos fue el cuarto mayor productor de energía hidroeléctrica del mundo en 2008, después de China, Canadá y Brasil. La hidroelectricidad producida fue de 282 TWh (2008). Fue el 8,6% de la hidroelectricidad total del mundo. La capacidad instalada fue de 80 GW en 2015. La cantidad de energía hidroeléctrica generada se ve fuertemente afectada por los cambios en la precipitación y la escorrentía superficial .
Las estaciones hidroeléctricas existen en al menos 34 estados de los Estados Unidos. La mayor concentración de generación hidroeléctrica en los Estados Unidos se encuentra en la cuenca del río Columbia, que en 2012 fue la fuente del 44% de la hidroelectricidad de la nación. Los proyectos hidroeléctricos, como la presa Hoover, la presa Grand Coulee y la Autoridad del Valle de Tennessee, se han convertido en grandes proyectos de construcción icónicos. 
Sin embargo, es de destacar que California no considera que la energía generada por grandes instalaciones hidroeléctricas (instalaciones de más de 30 megavatios) cumpla con su definición más estricta de "renovable", debido a las preocupaciones sobre el impacto ambiental de los grandes proyectos hidroeléctricos. Como tal, la electricidad generada por grandes instalaciones hidroeléctricas no cuenta para los estrictos Estándares de Cartera de Energías Renovables de California. Aproximadamente entre el 10 y el 15 por ciento de la generación de energía de California proviene de una gran generación hidroeléctrica que no es elegible para RPS.

## Historia

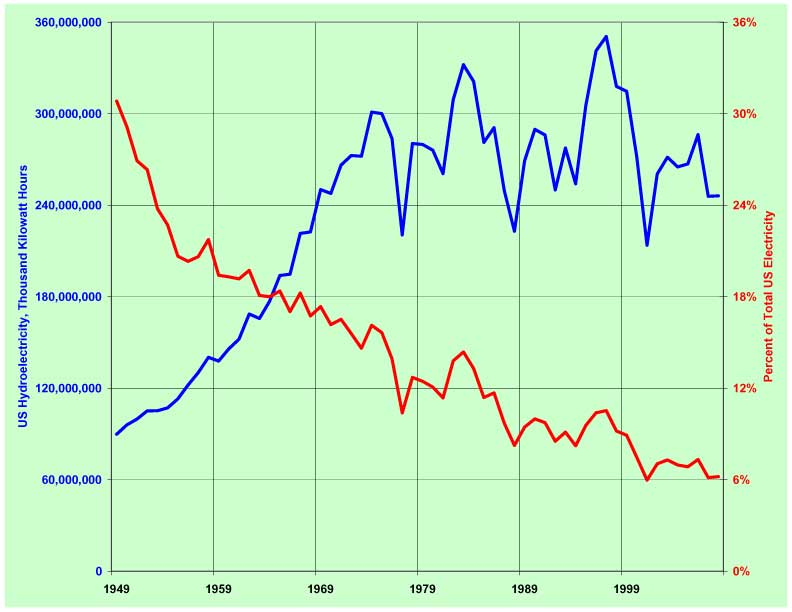
La energía hidroeléctrica de EE. UU. Generó 1949-2008 (azul) y la hidroelectricidad como porcentaje del total de la electricidad de EE. UU. (Rojo).

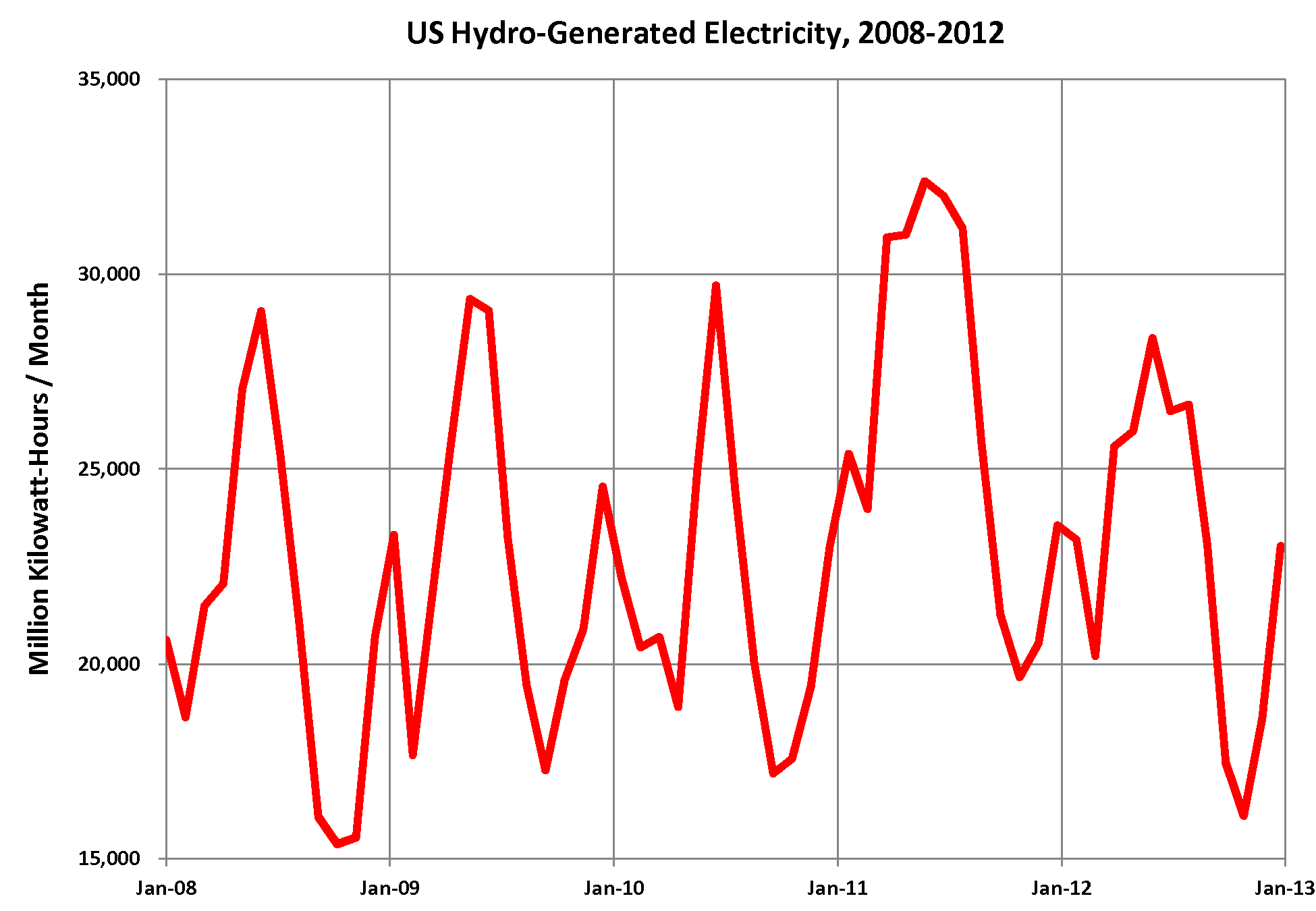
Generación hidroeléctrica mensual en los Estados Unidos, 2008-2012. La energía hidroeléctrica varía con los caudales estacionales.

La primera generación de energía hidroeléctrica en los EE. UU. Se utilizó para iluminación y empleó el sistema de corriente continua (CC) mejor comprendido para proporcionar el flujo eléctrico . Sin embargo, no fluyó mucho, con diez millas siendo el límite del sistema; resolver los problemas de transmisión de electricidad vendría más tarde y sería el mayor incentivo para los nuevos desarrollos hidroeléctricos de energía hidráulica.
La primera central eléctrica de CC se encontraba en Grand Rapids, Míchigan, donde la turbina de agua de la fábrica de sillas Wolverine se conectó a una dinamo utilizando una transmisión de correa mecánica para iluminar dieciséis faros. Esto ocurrió en 1880, el mismo año en que Thomas Edison produjo la bombilla incandescente incandescente de larga duración, que fue una mejora de seguridad y comodidad con respecto a las velas existentes, las lámparas de aceite de ballena y las lámparas de queroseno dentro de los edificios. En 1881, también utilizando DC para la iluminación en las cataratas del Niágara, Jacob F. Schoellkopf desvió parte de la producción de sus molinos de harina con motor hidráulico para impulsar uno de los generadores mejorados de Charles Brush para proporcionar iluminación nocturna a los turistas. Anteriormente, la atracción se había iluminado quemando brillantes destellos de calcio, pero las luces de arco demostraron ser una alternativa mejor y más barata. En 1882, la primera central hidroeléctrica de CC central comercial del mundo proporcionó energía para una fábrica de papel en Appleton, Wisconsin; apenas unos meses después, la primera empresa de servicios de electricidad propiedad de inversionistas, Edison Illuminating Company, completó la primera planta de energía eléctrica con combustibles fósiles en la ciudad de Nueva York, para competir con la energía hidroeléctrica cerca de un área de alta demanda. Para 1886, entre 40 y 50 estaciones hidroeléctricas estaban operando en los Estados Unidos y en Canadá, y para 1888, aproximadamente 200 compañías eléctricas dependían de la energía hidroeléctrica al menos parte de su generación.
Reconociendo que el gran potencial hidroeléctrico de las Cataratas excedía la demanda local de electricidad, una gran compañía eléctrica se estableció, sin embargo, en la ubicación principal para el desarrollo; esperaba la perspectiva de un eficaz sistema de transmisión de energía a larga distancia. Westinghouse Electric ganó la competencia, desarrollando sus planes en torno a un sistema de corriente alterna . La estación se completó en 1895 y en 1896, comenzó la transmisión de electricidad a 20 millas de distancia de Buffalo, Nueva York . Este evento también comenzó el ascenso al dominio del sistema de aire acondicionado sobre los métodos de corriente directa de Thomas Edison. Múltiples estaciones de energía hidroeléctrica permanentes aún existen en el lado estadounidense y canadiense de las cataratas, incluida la planta de energía Robert Moses Niagara, la tercera más grande de los Estados Unidos. 
La necesidad de proporcionar desarrollo rural a principios del siglo XX a menudo se acopló a la disponibilidad de energía eléctrica y condujo a proyectos a gran escala como la Autoridad del Valle de Tennessee, que creó numerosas represas y, a veces de manera controversial, inundó grandes áreas. En la década de 1930, la necesidad de poder en el suroeste llevó a la construcción de la construcción de concreto más grande del mundo en ese momento, la presa Hoover . La presa Grand Coulee fue un proyecto de energía e irrigación de la década de 1930 que se expandió por motivos industriales militares durante la Segunda Guerra Mundial, y también se construyeron otras represas como la represa Fontana de la TVA. 
El edificio de la presa alcanzó su punto máximo en la década de 1960 y pocas represas se construyeron en la década de 1970. La creciente conciencia de los problemas ambientales con las represas vio la remoción de algunas represas más antiguas y más pequeñas y la instalación de escaleras para peces en otras. En lugar de nuevas represas, la repotenciación de estaciones antiguas ha aumentado la capacidad de varias instalaciones. Por ejemplo, la presa Hoover reemplazó sus generadores entre 1986 y 1993. La necesidad de alterar el flujo de agua aguas abajo por razones ecológicas (eliminar las especies invasoras, la sedimentación, etc.) ha llevado a la reducción de las temporadas reguladas en algunas represas, cambiando la disponibilidad de agua para la generación de energía. Las sequías y el mayor uso agrícola del agua también pueden llevar a límites de generación.

## Almacenamiento por bombeo
Otra aplicación de la hidroelectricidad es la hidroelectricidad de almacenamiento por bombeo que no crea una ganancia neta en la potencia pero permite el equilibrio de la demanda máxima. El agua se bombea desde una fuente de elevación más baja a una más alta y solo se libera a través de generadores cuando la demanda eléctrica es alta. En 2009, los Estados Unidos tenían 21,5 GW de capacidad de generación de almacenamiento por bombeo, lo que representaba el 2,5% de la capacidad de generación de carga base. La estación de almacenamiento por bombeo del condado de Bath es la instalación de este tipo más grande del mundo. Otras estaciones de este tipo incluyen la planta de almacenamiento por bombeo Raccoon Mountain, la central hidroeléctrica Bear Swamp y la central de almacenamiento por bombeo Ludington en el lago Míchigan y anteriormente la más grande del mundo.

## Poder de las mareas
No existen plantas de energía de marea significativas en los Estados Unidos. El PUD del Condado de Snohomish propuso y dirigió un proyecto en Washington, pero finalizó cuando se encontraron problemas para obtener fondos suficientes.

## Centrales hidroeléctricas.

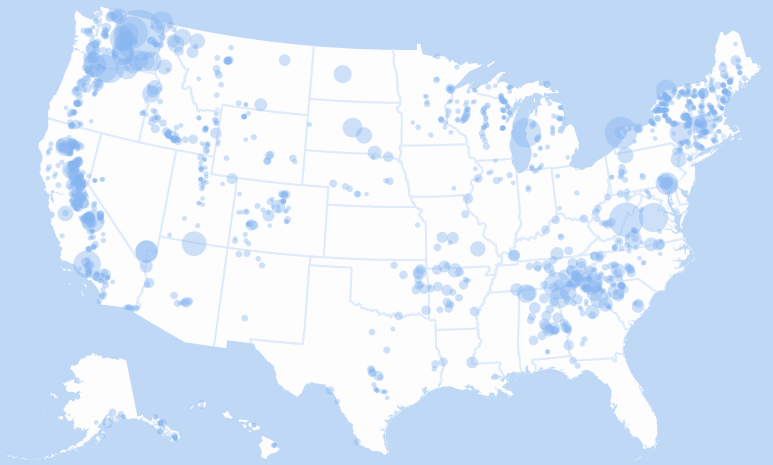
Mapa hidroeléctrico de EE. UU.

|   | Nombre                           | Año de finalización | Capacidad Total ( MW ) |
| - | -------------------------------- | ------------------- | ---------------------- |
| 1 | Grand Coulee                     | 1942/1980           | 6,809                  |
| 2 | Condado de Bath PSP              | 1985                | 3,003                  |
| 3 | Jefe Joseph Dam                  | 1958/73/79          | 2,620                  |
| 4 | Robert Moses Niagara Power Plant | 1961                | 2,515                  |
| 5 | John Day Dam                     | 1949                | 2,160                  |
| 6 | Presa Hoover                     | 1936/1961           | 2,080                  |
| 7 | La presa de dalles               | 1957                | 2,038                  |

### Centrales hidroeléctricas propuestas.
La presa de Rampart fue un proyecto propuesto de 5000 MW para represar el río Yukón en Alaska para generar energía hidroeléctrica. El proyecto nunca se construyó y las leyes tendrían que cambiarse para que este proyecto se construya. 

### Potencial hidroeléctrico de presas existentes.
Según un informe del Departamento de Energía de los Estados Unidos, existen más de 12,000MW de capacidad potencial de hidroelectricidad en los 80,000 presas existentes sin alimentación en los EE. UU. El aprovechamiento de las represas actualmente sin energía podría generar 45 TWhr / año, equivalente al 16 por ciento de la generación hidroeléctrica de 2008.

## Generación de energía
| Año  | Capacidad de verano (GW) | Generación eléctrica (TWh) | Factor de capacidad | Crecimiento anual de capacidad de generación | Crecimiento anual de energía producida | Porción de electricidad renovable | Porción de electricidad total |
| ---- | ------------------------ | -------------------------- | ------------------- | -------------------------------------------- | -------------------------------------- | --------------------------------- | ----------------------------- |
| 2018 | 79.89                    | 291.72                     | 0.417               | 0.12%                                        | -2.7%                                  | 40.9%                             | 7.0%                          |
| 2017 | 79.79                    | 300.05                     | 0.430               | -0.2%                                        | 12%                                    | 43.7%                             | 7.44%                         |
| 2016 | 79.91                    | 267.81                     | 0.383               | 0.3%                                         | 7.50%                                  | 43.9%                             | 6.57%                         |
| 2015 | 79.66                    | 249.08                     | 0.357               | 0,56%                                        | -4.0%                                  | 45.77%                            | 6.11%                         |
| 2014 | 79.24                    | 258.75                     | 0.373               | 0.05%                                        | -3.66%                                 | 47.93%                            | 6.32%                         |
| 2013 | 79.22                    | 268.57                     | 0.387               | 0.64%                                        | -2.78%                                 | 51.44%                            | 6.61%                         |
| 2012 | 78.7                     | 276.24                     | 0.401               | 0.06%                                        | -13.50%                                | 55.85%                            | 6.82%                         |
| 2011 | 78.65                    | 319.36                     | 0.464               | -0.23%                                       | 22.74%                                 | 62.21%                            | 7.79%                         |
| 2010 | 78.83                    | 260.2                      | 0.377               | 0.39%                                        | -4.85%                                 | 60.88%                            | 6.31%                         |
| 2009 | 78.52                    | 273.45                     | 0.398               | 0.76%                                        | 7.31%                                  | 65.47%                            | 6.92%                         |
| 2008 | 77.93                    | 254.83                     | 0.373               | 0.05%                                        | 2,96%                                  | 66.90%                            | 6.19%                         |
| 2007 | 77.89                    | 247.51                     | 0.363               | 0.09%                                        | -14.43%                                | 70.18%                            | 5,95%                         |
| 2006 | 77.82                    | 289.25                     | 0.424               | 0.36%                                        | 7.00%                                  | 74.97%                            | 7.12%                         |
| 2005 | 77.54                    | 270.32                     | 0.398               | -0.13%                                       | 0.71%                                  | 75.57%                            | 6.67%                         |
| 2004 | 77.64                    | 268.42                     | 0.395               | -1.33%                                       | -2.68%                                 | 76.36%                            | 6.76%                         |